# Gare de Thomery
La gare de Thomery est une halte ferroviaire française de la ligne de Paris-Lyon à Marseille-Saint-Charles, située sur le territoire de la commune de Fontainebleau, en forêt à 1,5 km de la commune de Thomery, dans le département de Seine-et-Marne en région Île-de-France.
C'est une halte de la Société nationale des chemins de fer français (SNCF), desservie par les trains de la ligne R du Transilien.

## Situation ferroviaire
Établie à 88 mètres d'altitude, la gare de Thomery est située au point kilométrique (PK) 63,339 de la ligne de Paris-Lyon à Marseille-Saint-Charles, entre les gares de Fontainebleau - Avon et Moret-Veneux-les-Sablons.

## Histoire

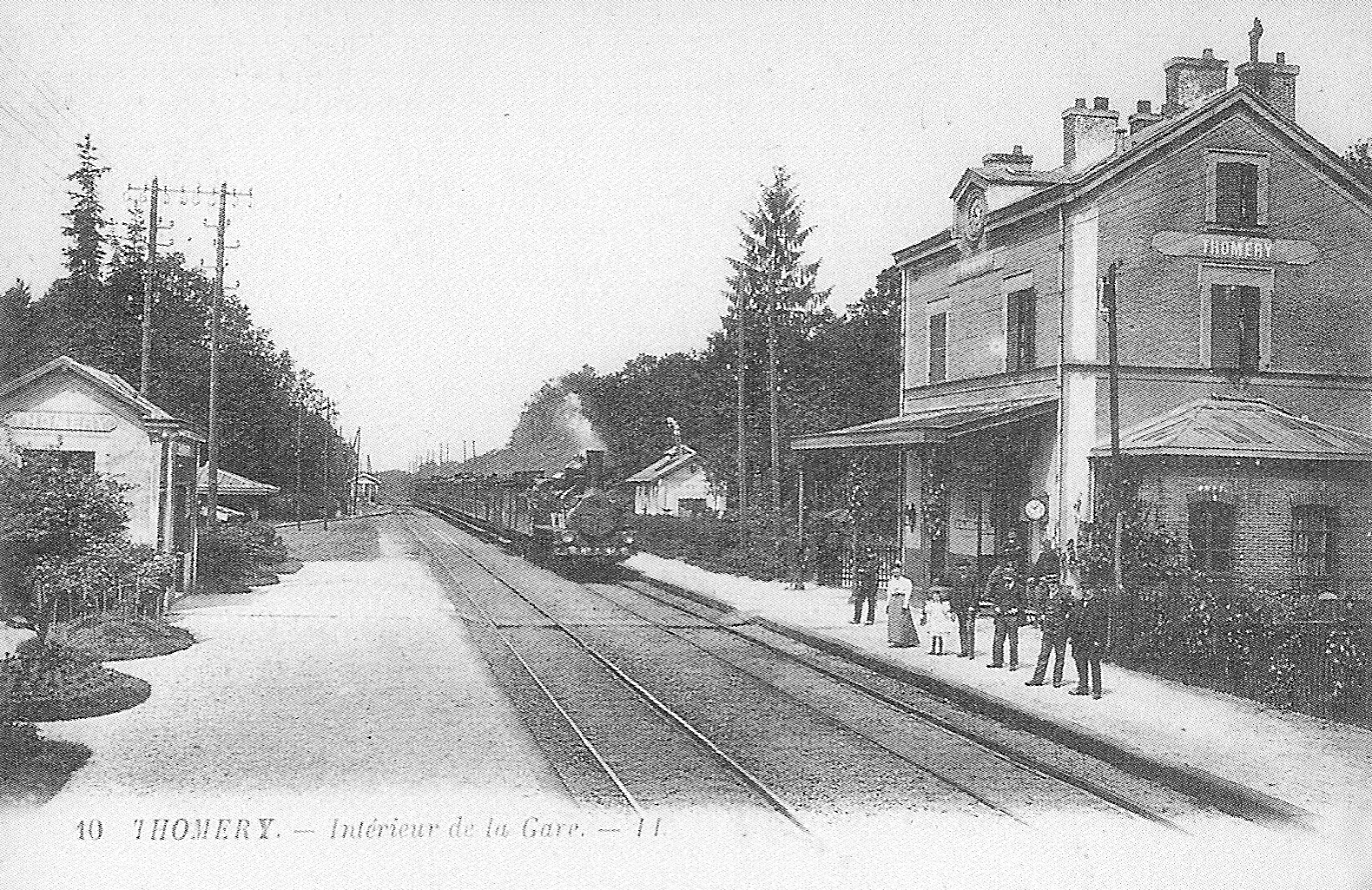
Vue de l'intérieur de la gare au début du XXe siècle.

Le bâtiment de la gare est l'œuvre de l'architecte François-Alexis Cendrier, qui a aussi construit de nombreuses autres gares de la Compagnie des chemins de fer de Paris à Lyon et à la Méditerranée (PLM).
En 1866, le prix d'un aller Paris - Thomery coûtait 7,15 F en 1re classe, 5,40 F en 2e classe et 3,95 F en 3e classe.

La gare possède toujours son ancien bâtiment voyageurs, fermé et entièrement muré. Il n'y a plus d'employés commerciaux de la SNCF sur place ; cependant, à certaines heures de la journée, un employé surveille la traversée des voies lors du passage des trains sans arrêt.

## Fréquentation
De 2015 à 2024, selon les estimations de la SNCF, la fréquentation annuelle de la gare s'élève aux nombres indiqués dans le tableau ci-dessous.
| Année     | 2015    | 2016    | 2017    | 2018    | 2019    | 2020    | 2021    | 2022    | 2023    | 2024    |
| --------- | ------- | ------- | ------- | ------- | ------- | ------- | ------- | ------- | ------- | ------- |
| Voyageurs | 138 257 | 153 722 | 170 995 | 185 181 | 202 646 | 106 635 | 248 679 | 167 462 | 233 885 | 257 937 |

## Service des voyageurs

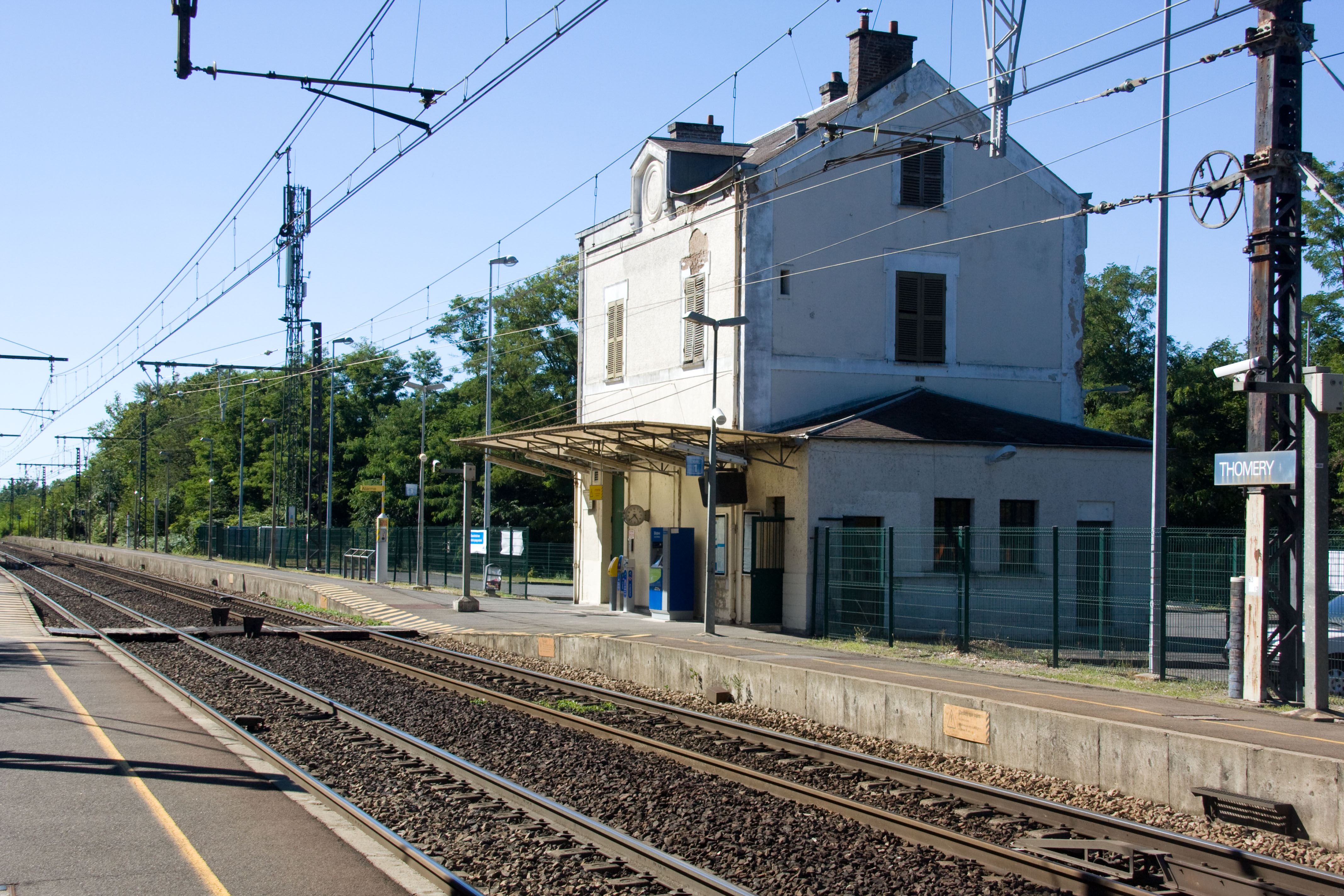
Les voies, les quais et l'ancien bâtiment voyageurs.

### Accueil
Halte SNCF du réseau Transilien, c'est un point d'arrêt non géré (PANG) à accès libre, équipé de panneaux d'informations, d'abris de quais et d'un automate pour les billets[réf. nécessaire]. Il existe, à la suite de travaux menés de mi-2010 à mi-2011 par Réseau ferré de France, un passage souterrain sous les voies.

### Desserte
La gare est desservie par les trains de la ligne R du Transilien (réseau Paris Sud-Est) circulant entre Paris-Gare-de-Lyon et Montargis.

### Intermodalité
La gare n'est desservie par aucune ligne de bus. Un parc à vélos et un parking de 100 places pour les véhicules y sont aménagés.

## Galerie de photographies

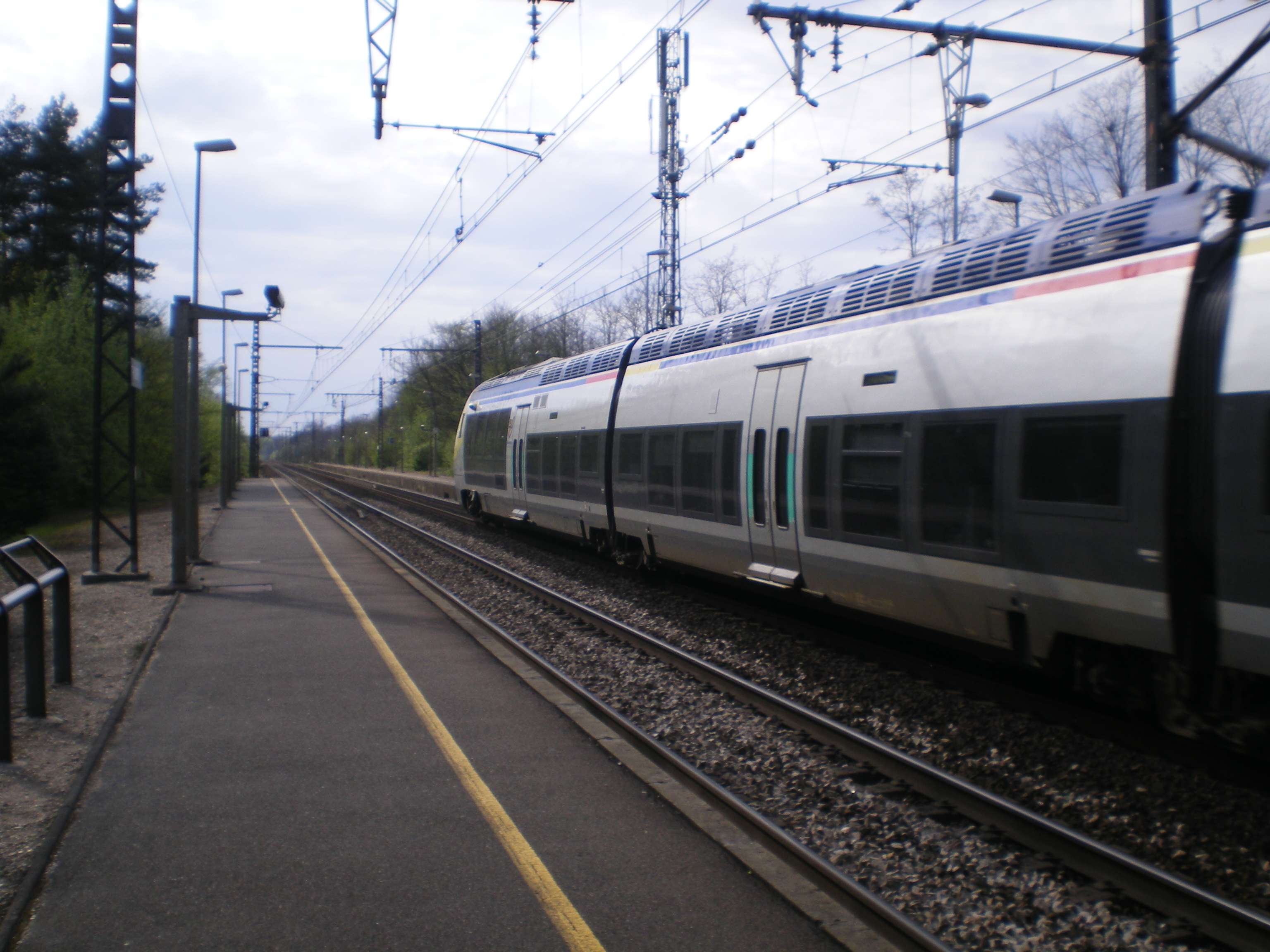
Z 27500 passant en gare de Thomery.
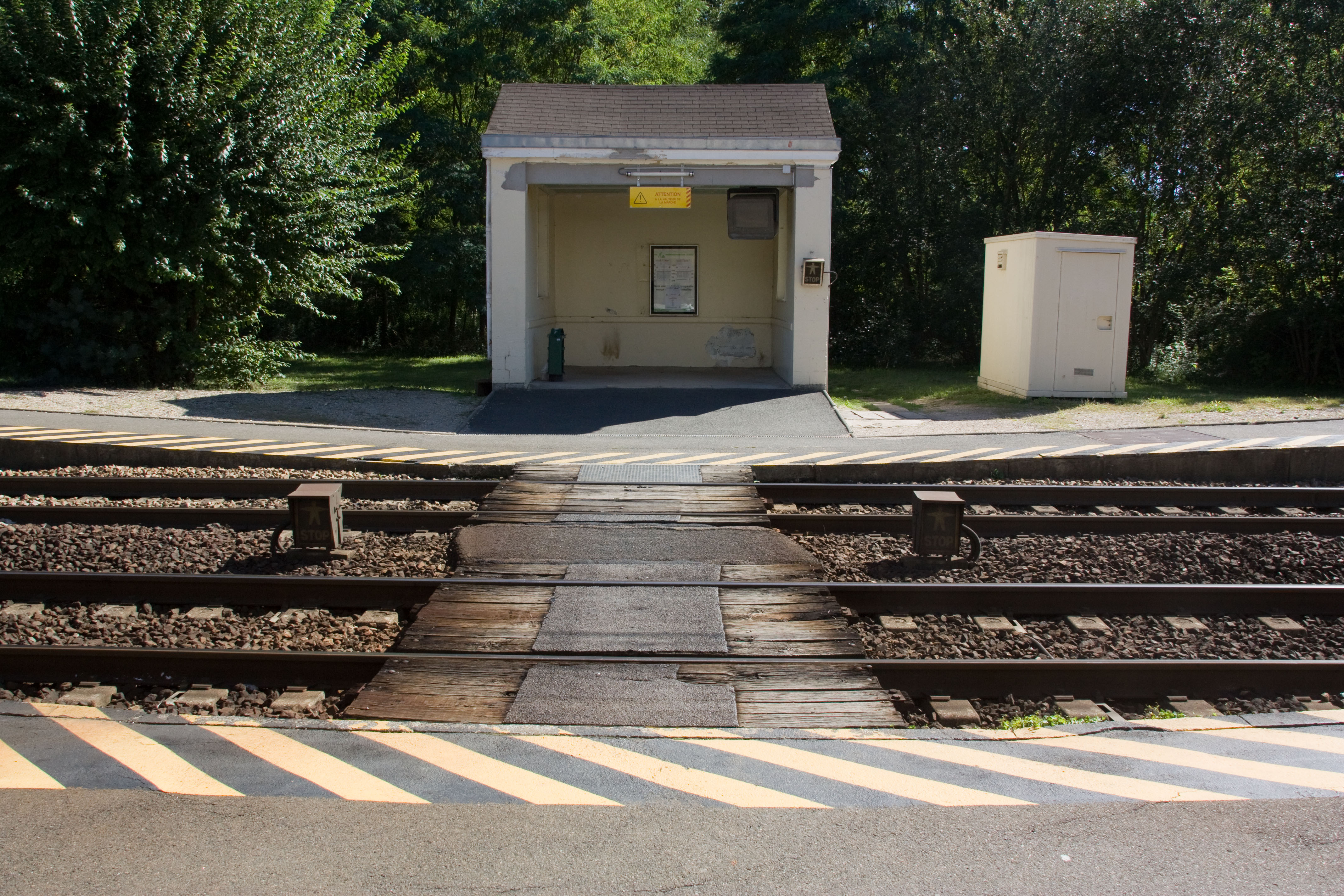
L'ancien passage piéton planchéié, avant la construction du passage souterrain en 2011.
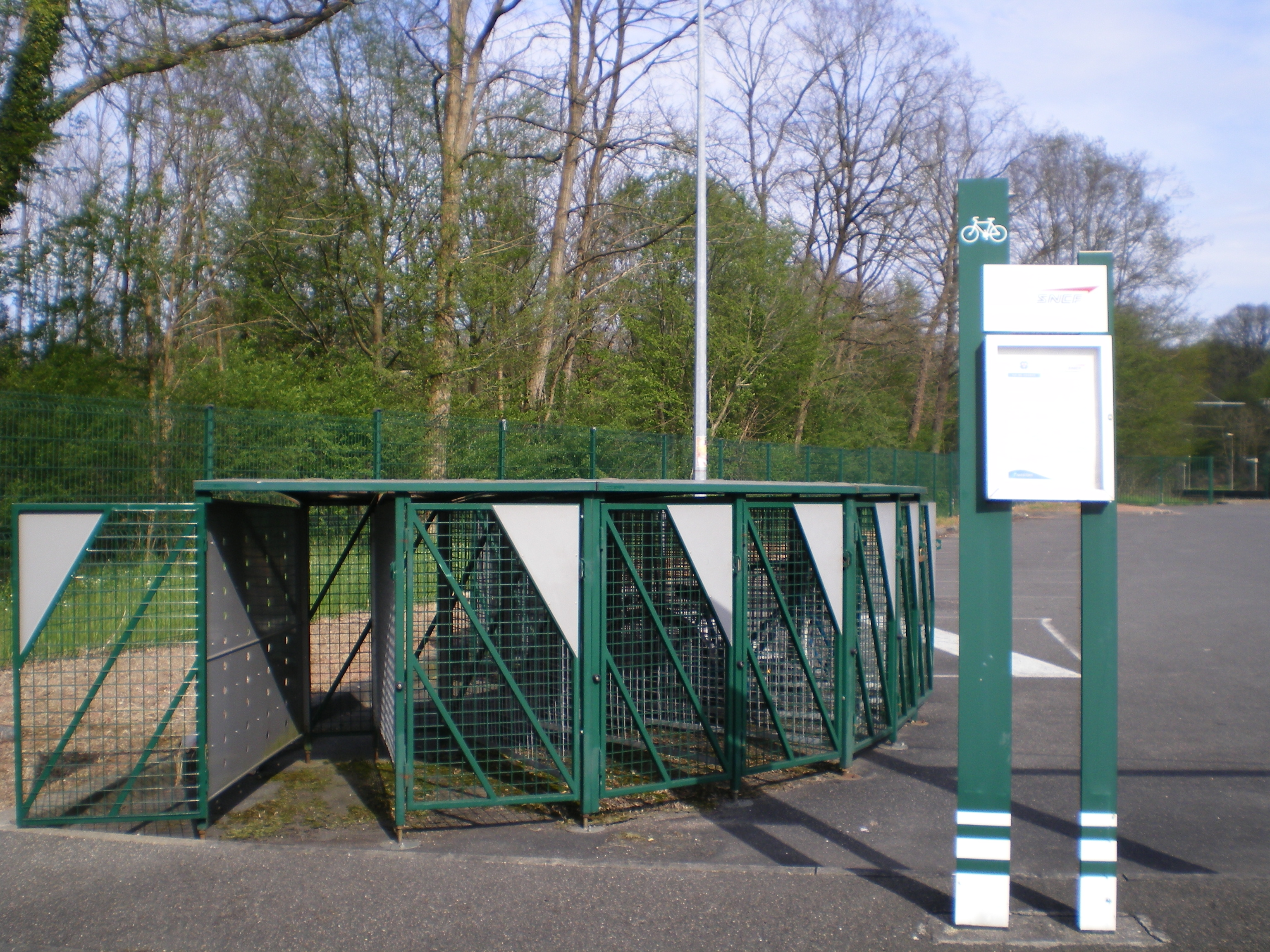
Parc à vélos.
- Système de signalisation piéton lors du passage d'un train
(ici une Z 27500 TER Bourgogne).